# Tamato Leupolu

a Compétitions nationales et continentales officielles uniquement.

b Matchs officiels uniquement.
Dernière mise à jour le 2 juillet 2020.
Tamato Leupolu, né le 7 décembre 1980 à Auckland (Nouvelle-Zélande), est un joueur de rugby à XV samoan. Il joue en équipe des Samoa et évolue au poste de pilier au sein de l'effectif du CA Brive (1,85 m pour 125 kg).

## Carrière
Tamato Leupolu, comme beaucoup de ses compatriotes, a appris le rugby au pays du long nuage blanc. 
Il a été l’un des hommes clés des quatre qualifications consécutives rochelaises en phases finale de Pro D2 (2007, 2008, 2009, 2010) conclues par une montée en Top 14, puis l’un des joueurs les plus utilisés dans l’élite. Malheureusement, sa dernière saison est amputée à cause d'une succession de blessures. En novembre 2012, les dirigeants et le staff rochelais acceptent de le libérer afin qu'il retrouve du temps de jeu dans une autre équipe. Cela sera Bordeaux.

### En club
- 2000-2004 Auckland Suburbs  Nouvelle-Zélande
- 2000-2003 Auckland Blues B
- 2000-2004 Auckland Rugby B
- 2001-2002 Auckland NPC
- RC Orléans  France
- 2005-2012 : Stade Rochelais  France
- 2012-2013: Union Bordeaux Bègles
- 2013-2017 : CA Brive
- 2017-2019 : Niort
- 2019 : Rochefort

### En équipe nationale
Il a honoré sa première cape internationale en équipe des Samoa le 11 novembre 2001 contre l'équipe d'Irlande.

## Palmarès

### En club
- Finaliste des phases finales de Pro D2 : 2007

### En équipe nationale
- 15 sélections en équipe des Samoa depuis 2001
- 5 points (1 essai)
- Sélections par année : 2 en 2001, 5 en 2002, 3 en 2003, 3 en 2004, 2 en 2007
- En coupe du monde :
  - 2003 : 1 sélection (Afrique du Sud)